# 俄瑞战争 (1590年-1595年)
俄瑞战争是1590年和1595年间，沙皇俄国为了夺回瑞典在立窝尼亚战争期间所占领的俄芬交界地区而进行的战争。

## 背景
近代俄国与瑞典曾长期对抗，在16世纪90年代的这次战争前，瑞典瓦萨王朝与沙皇俄国发生过两次战争。一次发生在古斯塔夫·瓦萨时期；一次是旷日持久的立窝尼亚战争（1558–1583），此战瑞典与波兰联手打败了沙皇伊凡四世，使伊凡控制波罗的海国家的野心破灭。但是，俄国的扩张劲头并未消失。

## 过程
伊凡四世於1584年去世后，其子费奥多（Feodor）继之，权臣鲍里斯·戈东诺夫（Boris Godunov）逐渐权倾朝野。1590年，鲍里斯控制下的俄国再与瑞典敌对，发兵英格利亚。卡尔·亨里克生·霍恩（Karl Henriksson Horn）率领瑞军进行防御——在立窝尼亚战争期间屡建奇功的瑞典将领庞图·德·拉·加迪（Pontus de la Gardie（页面存档备份，存于））已经于1585年意外溺死。霍恩为了保住纳尔瓦，只有将伊万哥罗德和科波里（Koporye）两城放弃。霍恩的这一举动使他被瑞典国王约翰三世召回斯德哥尔摩关押。但约翰国王虽然性格暴躁，但天性还不算暴戾，霍恩后来被释放。

## 结果
1593年1月，瑞俄签订为期两年的停战协定；1595年5月18日，瑞俄签订《特乌西纳和约》，借此俄国又收回了大部分英格里亚和科克斯霍尔姆。